# Struthionidae
Gli struzzi sono una famiglia, Struthionidae, di grandi uccelli terricoli incapaci di volare. Le due specie di struzzo esistenti sono lo struzzo comune e lo struzzo somalo, entrambe appartenenti al genere Struthio, che contiene anche diverse specie fossili conosciute da esemplari fossili risalenti all'Olocene, come lo struzzo asiatico. Lo struzzo comune è la più diffusa tra le due specie viventi e detiene inoltre il titolo di più grande uccello vivente.
Gli struzzi apparvero per la prima volta durante l'epoca miocenica, sebbene diversi fossili risalenti al Paleocene, Eocene e Oligocene possano appartenere a questa famiglia. Gli struzzi sono classificati nel gruppo degli uccelli ratiti, di cui tutte le specie esistenti che ne fanno parte sono uccelli terricoli incapaci di volare, come kiwi, emù e nandù. Tradizionalmente, l'ordine Struthioniformes conteneva tutti i ratiti. Tuttavia, recenti analisi genetiche hanno dimostrato che il gruppo non è monofiletico, in quanto parafiletico rispetto ai tinamo, pertanto gli struzzi sono classificati come gli unici membri dell'ordine.

## Evoluzione
I primi fossili di uccelli simili a struzzi sono taxa risalenti al Paleocene provenienti dall'Europa, come Palaeotis e Remiornis risalenti all'Eocene medio, e altri resti di ratiti non ancora descritti risalenti all'Eocene e all'Oligocene dell'Europa e dell'Africa. Questi esemplari fossili potrebbero rappresentare i primi parenti degli struzzi, sebbene il loro stato tassonomico sia discutibile, potendo, infatti, rappresentare più lignaggi di paleognathi non volatori. Il taxa africano Eremopezus, quando non è considerato un basale serpentario o un becco a scarpa, è talvolta considerato un parente degli struzzi o un taxon "vicino agli aepyornithidi". Oltre a questi uccelli enigmatici, la documentazione fossile degli struzzi continua con diverse specie del genere moderno Struthio, già presenti dal Miocene inferiore. Tuttavia, molte di queste forme fossili sono ichnotaxa (cioè taxa classificati sulla base di impronte o piste di impronte lasciata da un organismo, piuttosto che dal corpo dell'animale) e la loro associazione con forme fossili descritte da elementi ossei distintivi è controversa e necessita di revisioni in attesa di materiale fossile più completo.
Mentre il rapporto delle specie fossili africane è relativamente diretto, un gran numero di specie asiatiche di struzzi sono state descritte da resti frammentari, tuttavia le loro interrelazioni e il loro rapporto con gli struzzi africani sono confuse. In Cina gli struzzi si estinsero solo intorno, o anche dopo, la fine dell'ultima glaciazione; difatti, alcune immagini di struzzi sono state ritrovate su ceramiche e petroglifi preistorici. Gli struzzi sono coesistiti con un'altra stirpe di uccelli incapaci di volare, gli eogruidi. Sebbene Olson 1985 abbia classificato questi uccelli come struzzi derivati, essi sono universalmente considerati come un ramo derivato imparentato con le gru, pertanto qualsiasi somiglianza tra i due gruppi sarebbe il risultato di un'evoluzione convergente. È stato anche suggerito che la concorrenza degli struzzi abbia causato l'estinzione degli eogruidi, anche se tale teoria non è mai stato testata ed entrambi i gruppi coesistono in alcuni siti.
Come per la maggior parte degli altri ratiti, si ritiene che gli struzzi abbiano perso la capacità di volare sulla scia dell'evento d'estinzione di massa del Cretaceo-Paleogene, circa 66 milioni di anni fa. L'improvvisa sparizione dei dinosauri non-aviani aprì le porte per ripopolare le nicchie ecologiche lasciate dai grandi animali erbivori, oltre all'assenza di grandi predatori, spinse i paleognati ancestrali in grado di volare a dispersi nell'emisfero meridionale a perdere convergentemente la capacità di volare.

## Tassonomia

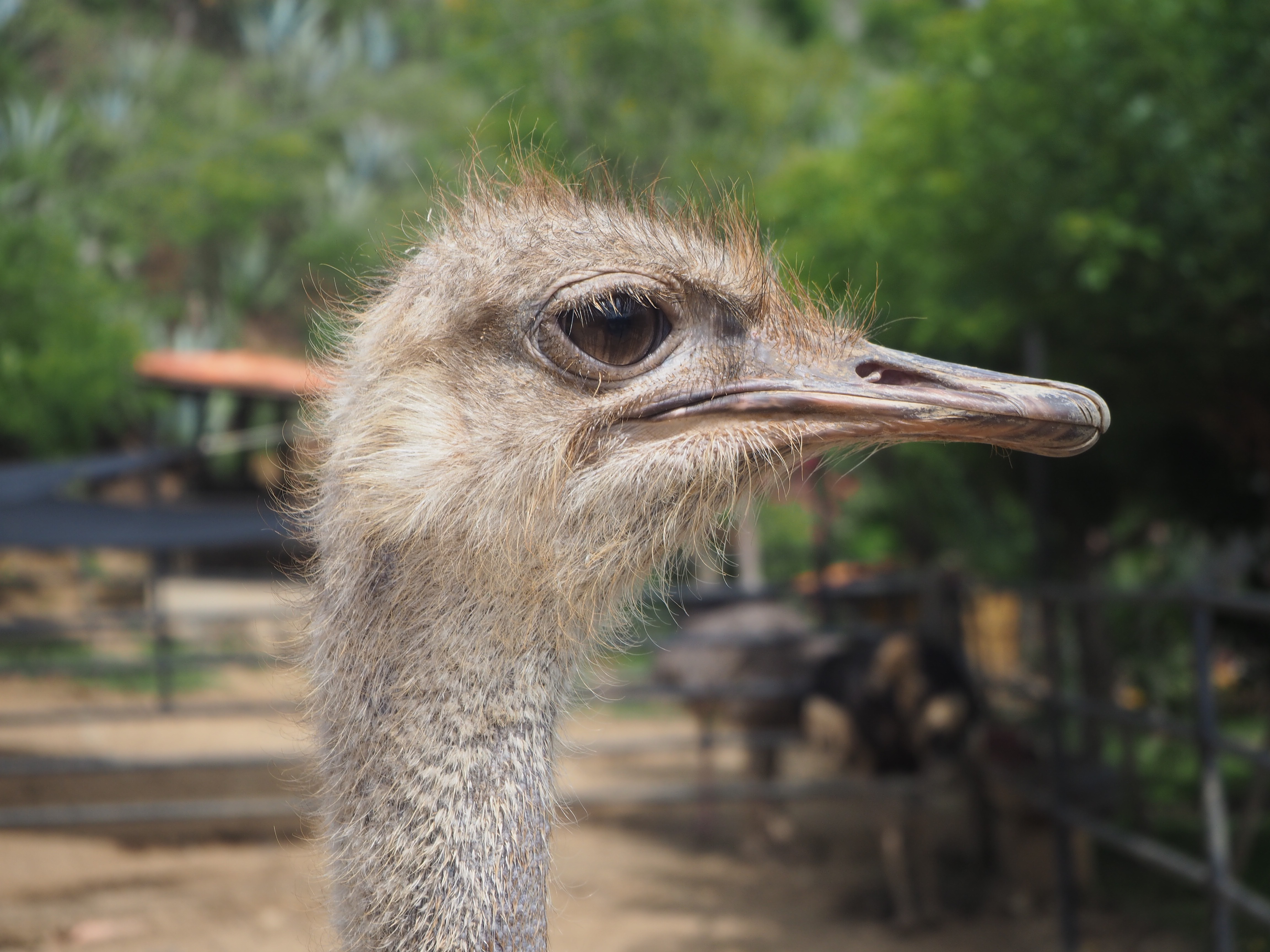
Struzzo a Bucaramanga, Colombia

Ordine Struthioniformes Latham, 1790 (struzzi)
- Famiglia Struthionidae Vigors, 1825
  - Genere ?†Palaeotis Lambrecht 1928
    - † P. weigelti Lambrecht, 1928 (Eocene medio)

  - Genere ?†Remiornis Lemoine, 1881
    - † R. heberti Lemoine, 1881

  - Genere ?†Eremopezus Andrews, 1904
    - † E. eocaenus Andrews, 1904

  - Genere ?†Pachystruthio Kretzoi, 1954
    - † P. pannonicus Kretzoi, 1954
    - † P. dmanisensis Burchak-Abramovich & Vekua, 1990
    - † P. transcaucasicus Burchak-Abramovich & Vekua, 1971

  - Genere Struthio Linnaeus, 1758 (Miocene inferiore - Presente)
    -  ?† S. anderssoni Lowe, 1931 (ootaxa, ossia un taxa basato su uova fossili)
    -  ?† S. barbarus Arambourg, 1979
    -  ?† S. daberasensis Pickford, Senut & Dauphin, 1995
    -  ?† S. epoasticus Bonaparte
    -  ?† S. kakesiensis Harrison & Msuya, 2005 [ootaxa]
    -  ?† S. karingarabensis Senut, Dauphin & Pickford, 1998 [ootaxa]
    - † S. chersonensis Brandt, 1873
    - † S. asiaticus Brodkorb, 1863 - Struzzo asiatico
    - † S. coppensi Mourer-Chauviré et al., 1996
    - † S. mongolicus [ootaxa] (Mongolia interna)[21]
    - † S. oldawayi Lowe, 1933
    - † S. wimani Lowe, 1931
    - S. molybdophanes Reichenow, 1883 - Struzzo somalo
    - S. camelus Linnaeus, 1758 - Struzzo comune
      - S. c. australis (Gurney 1868) - Struzzo sudafricano
      - † S. c. syriacus Rothschild, 1919 - Struzzo arabo
      - S. c. camelus Linnaeus, 1758 - Struzzo nordafricano
      - S. c. massaicus (Neumann 1898) - Struzzo masai

## Distribuzione e habitat

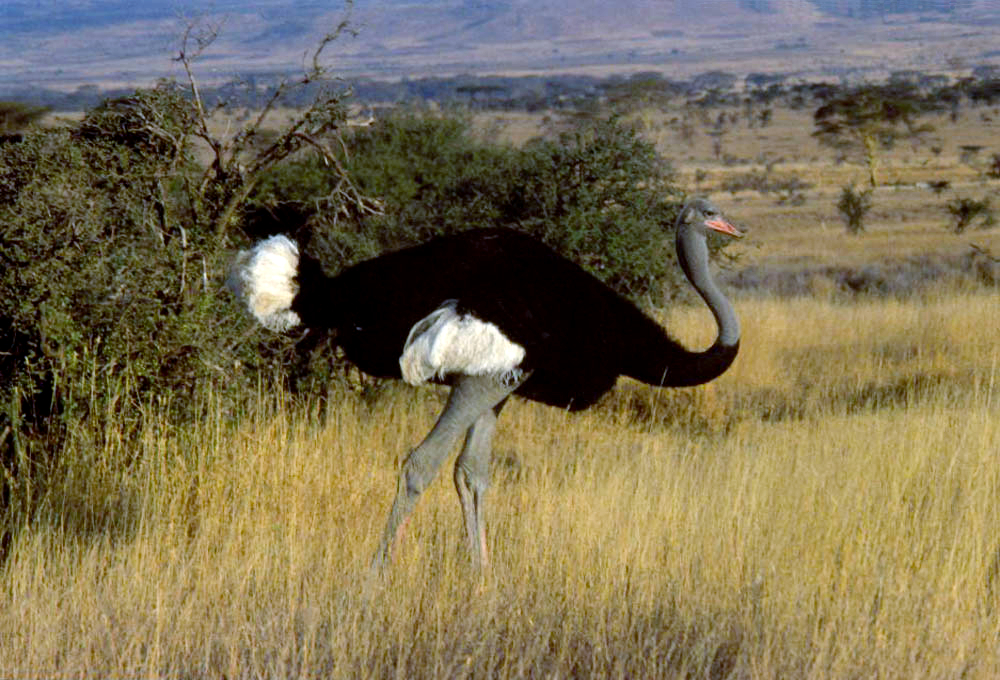
Struzzo somalo maschio nella savane del Kenya

Oggi gli struzzi si trovano nativamente in natura in Africa, dove si trovano in una serie di habitat aperti aridi e semi-aridi, come le savane e il Sahel, sia a nord che a sud della zona equatoriale della foresta. Lo struzzo somalo si trova nel Corno d'Africa, essendosi evoluto isolato dallo struzzo comune, per via della barriera geografica del Rift dell'Africa orientale. In alcune zone, la sottospecie Masai dello struzzo comune convive negli stessi habitat dello struzzo somalo, tuttavia i due animali tendono a non incrociarsi per via delle differenze comportamentali ed ecologiche. Gli struzzi arabi, un tempo comuni nell'Asia Minore e in Arabia, furono cacciati fino all'estinzione entro la metà del XX secolo, e in Israele i tentativi di introdurre struzzi comuni nord-africani per riempire il loro ruolo ecologico sono falliti. Alcuni struzzi comuni fuggiti dagli allevamenti in Australia hanno stabilito popolazioni selvatiche nel continente.